# Trackback
Ligação de retorno, link de retorno ou trackback, algo como caminho de volta, é um recurso utilizado em weblogs. Trackback é um dos três tipos de linkbacks que existem.
Trata-se de um post feito num determinado blog em "resposta" a algum outro post, que pode ser de outro blog. Geralmente ligações de retorno aparecem no post original como comentário, como se fosse uma conversa. Muitos sistemas de blog como Wordpress e Blogger suportam envio e recebimento de trackbacks.
A ferramenta também passou a ser adotada por agências de notícias, como na versão on-line do jornal O Público de Portugal, e a brasileira Agência Brasil.